# Arcipelago di Hanover
L'arcipelago di Hanover è un gruppo di isole del Cile meridionale, nell'oceano Pacifico, tra il canale Inocentes (a nord) e lo stretto Nelson e il canale Castro (a sud). Appartiene alla regione di Magellano e dell'Antartide Cilena, alla provincia di Última Esperanza a al comune Natales.
Per circa 6 000 anni le coste di queste isole erano abitate dal popolo Kaweshkar. All'inizio del XXI secolo, la popolazione si è praticamente estinta, decimata dai colonizzatori.

## Geografia
L'arcipelago è formato da isole di varia grandezza e da molti isolotti e scogli, l'isola maggiore, che dà il nome al gruppo, è l'isola Hanover. Si trova a sud dell'arcipelago Madre de Dios e a sud-ovest dell'isola Chatham. Sul lato orientale corre il canale Esteban che lo separa da alcune isole costiere. Tutte le coste occidentali sono bagnate dall'oceano Pacifico.

### Le isole
- Isla Doñas, misura circa 11 miglia per 4,5 e ha una superficie di 100,6 km²[1]. Si trova all'angolo nord-ovest dell'arcipelago, dove il canale Concepción la separa dall'sola Duque de York; a est il canale Rayo la separa dall'isola Farrel 50°43′48″S 75°01′12″W.
- Isla Farrel.
- Isla Hanover.
- Isla Presidente Gabriel González Videla[2], misura circa 13 miglia per 8 di larghezza. Si trova tra l'isola Hanover (a nord) e l'isola Jorge Montt (a sud), e si affaccia sul canale Esteban a est 51°08′14″S 74°29′00″W.
- Isla Armonía, misura circa 7 miglia per 7; è situata al centro dell'arcipelago tra l'isola Hanover (a nord), l'isola Jorge Montt (a sud) e l'isola Presidente Gabriel González Videla (a est) 51°10′S 74°40′W.
- Isla Valenzuela, misura circa 7 miglia per 4; si trova lungo il lato occidentale dell'arcipelago, tra le isole Hanover (separata dal canale Ignacio) e Dagnino 51°09′S 74°55′W.
- Isla Dagnino, situata a sud di Valenzuela 51°11′42″S 74°53′58″W.
- Isla Agustín, situata a sud di Dagnino, a nord di Diego de Almagro e a nord-ovest di Jorge Montt 51°16′15″S 74°57′33″W.
- Isla Jorge Montt.
- Isla Daroch, si trova a sud-est dell'isola Jorge Montt, affacciata sul canale Castro 51°24′16″S 74°42′06″W.
- Isla Diego de Almagro.
- Isla Virtudes, misura circa 5 miglia per 4; si trova all'estremità sud-ovest dell'isola Jorge Montt e si affaccia a sud sullo stretto Nelson 51°30′25″S 74°56′41″W.

### Flora e fauna
Sulle pendici e tra le colline cresce una fitta foresta che si stabilisce negli interstizi delle rocce. Normalmente gli alberi non si sviluppano oltre 50 metri sopra il livello del mare, ma dove l'area è riparata dal vento il livello sale a 200 e 300 metri. Sulla roccia nuda crescono licheni e muschi. Tra gli alberi ci sono il faggio, il tepú e il canelo.
Il regno animale è molto ridotto: sono presenti volpi, roditori, lupi e nutrie. Tra gli uccelli terrestri e acquatici possiamo trovare il martin pescatore, l'ittero australe, il tordo, il cigno, l'anatra, il pinguino, l'oca testagrigia, il gabbiano e l'anatra vaporiera di Magellano. I mari sono popolati da: robalo, pejerrey, blanquillo, granchi reali, granchi reali australi, ricci di mare e mitili.